# 冰島議會大廈

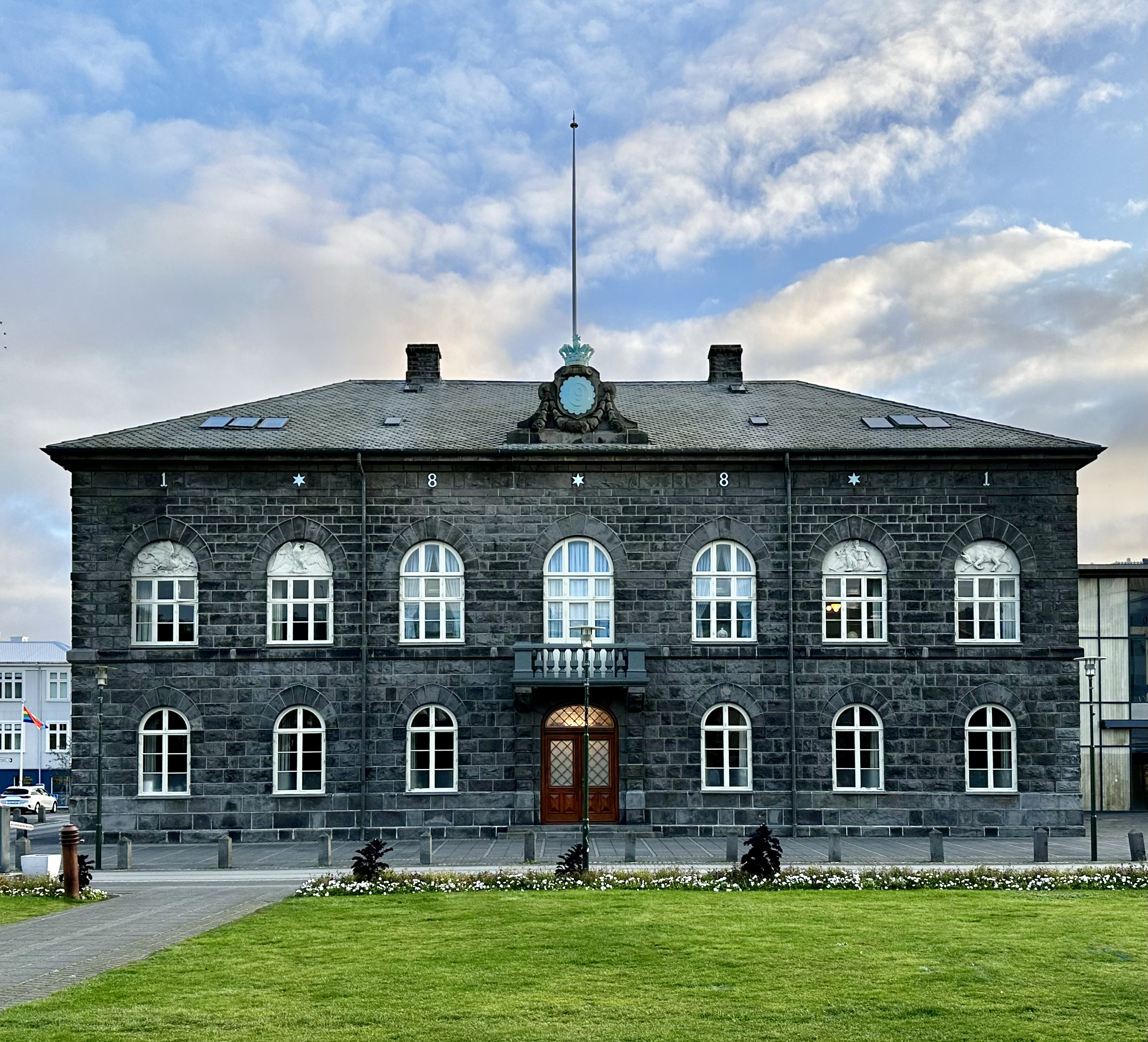

冰島議會大廈（Alþingishúsið）是冰島首都雷克雅維克市中心的一棟建築，建於19世紀。這棟建築是冰島議會的辦公地點，建於1880年至1881年。